# Magno Magnini
Magno Magnini (Deruta, 11 aprile 1886 – Perugia, 4 gennaio 1961) è stato un avvocato, giornalista e scrittore italiano.

## Biografia
Si laurea in giurisprudenza nel 1909 presso l'Università degli Studi di Perugia e si iscrive nello stesso anno all'albo dei procuratori legali e nel 1920 all'albo dell'Ordine degli Avvocati  di Perugia.
Tenente di artiglieria, allo scoppio della prima guerra mondiale viene richiamato alle armi e combatte dapprima in Cadore, poi nel settore di Gorizia e dal 1917 come osservatore su palloni frenati dal Montello al mare; ha ricevuto la Croce di Guerra.
Nel 1930 viene nominato Cavaliere dell'Ordine della Corona d'Italia e nel 1932 viene insignito dell'onorificenza di Ufficiale dell'Ordine della Corona d'Italia .
A lui è dedicata l'omonima via della città di Perugia.

## Opere
È autore di numerose opere letterarie. Insieme ad Antonio Briganti delle seguenti guide:
- Guida di Perugia a cura del Comitato dell'Esposizione di Antica Arte Umbra (Perugia - Tipografia Perugina, già Santucci - 1907)[4]
- Perugia - Guida Storico Artistica (Perugia - V. Bartelli Editore - 1910), che vedrà sei successive edizioni, fino al 1931. La guida è stata anche tradotta in inglese con il titolo A guide to Perugia (Perugia - V. Bartelli editore - 1926).[5]
- Perugia  e dintorni - Guida Storico Artistica - Perugia, Gubbio, Todi, Umbertide, Mongiovino, Montelabbate, Deruta, Bettona, Castelrigone, Passignano, Cerqueto, Castiglione del Lago (Perugia - V. Bartelli Editore - 1910)[6]

Ha pubblicato la raccolta di poesie … io mi son un, che quando (Guanda 1957).
In gioventù ha scritto l'operetta goliardica Monumento al Perugino (Perugia - tip. Squartini - 1908) con musiche di Gaetano Tei, che venne rappresentata al Teatro Morlacchi di Perugia nel febbraio 1908

## Attività giornalistica
Giornalista per il settimanale L'Unione Liberale dal 1910 al 1926. Corrispondente e collaboratore del quotidiano nazionale La Tribuna dal 1922 al 1940. Redattore capo di Minimus - Quindicinale umbro di arte, di letteratura, di vita (1910 - ?). Fondatore del quindicinale umoristico illustrato La Caramella (1912-1914). Fondatore e collaboratore della rivista giuridica La Palestra del Diritto (1925 - 1943). Componente del comitato stampa della Società Italiana per il Progresso delle Scienze.

## Incarichi istituzionali
Ha ricoperto numerosi incarichi istituzionali ed in seno ad istituzioni cittadine, fra cui: Socio della Deputazione di Storia Patria per l'Umbria dal 1911; Componente della Commissione Mandamentale delle Imposte Dirette di Perugia (1922 - 1925); Consigliere comunale del Comune di Perugia (1923 - 1926); Componente della Giunta Provinciale Amministrativa (1924 - 1934); Componente della Commissione di Vigilanza dei Musei Civici (1925 - 1929); Componente della Commissione Comunale per i ricorsi contro l'applicazione delle tasse del Comune di Perugia (1927 - 1928); Presidente della Commissione Reale dei Procuratori  (1928 - 1933); Commissario della Federazione di Perugia dell'Associazione Nazionale Combattenti (1935 - 1944); Componente del Comitato di Amministrazione dell'Ente Comunale di Assistenza di Perugia (1939 - 1940); Arbitro Censore dell'Accademia dei Filedoni di Perugia (1940 - 1943); Componente  della Commissione per la revisione della toponomastica cittadina (1943); Accademico d'onore dell'Accademia di Belle Arti di Perugia (1944).